# Ibicella
Ibicella ist eine Pflanzengattung aus der Familie der Gemsenhorngewächse (Martyniaceae). Sie stammt aus der Neuen Welt und umfasst lediglich zwei Arten.

## Beschreibung

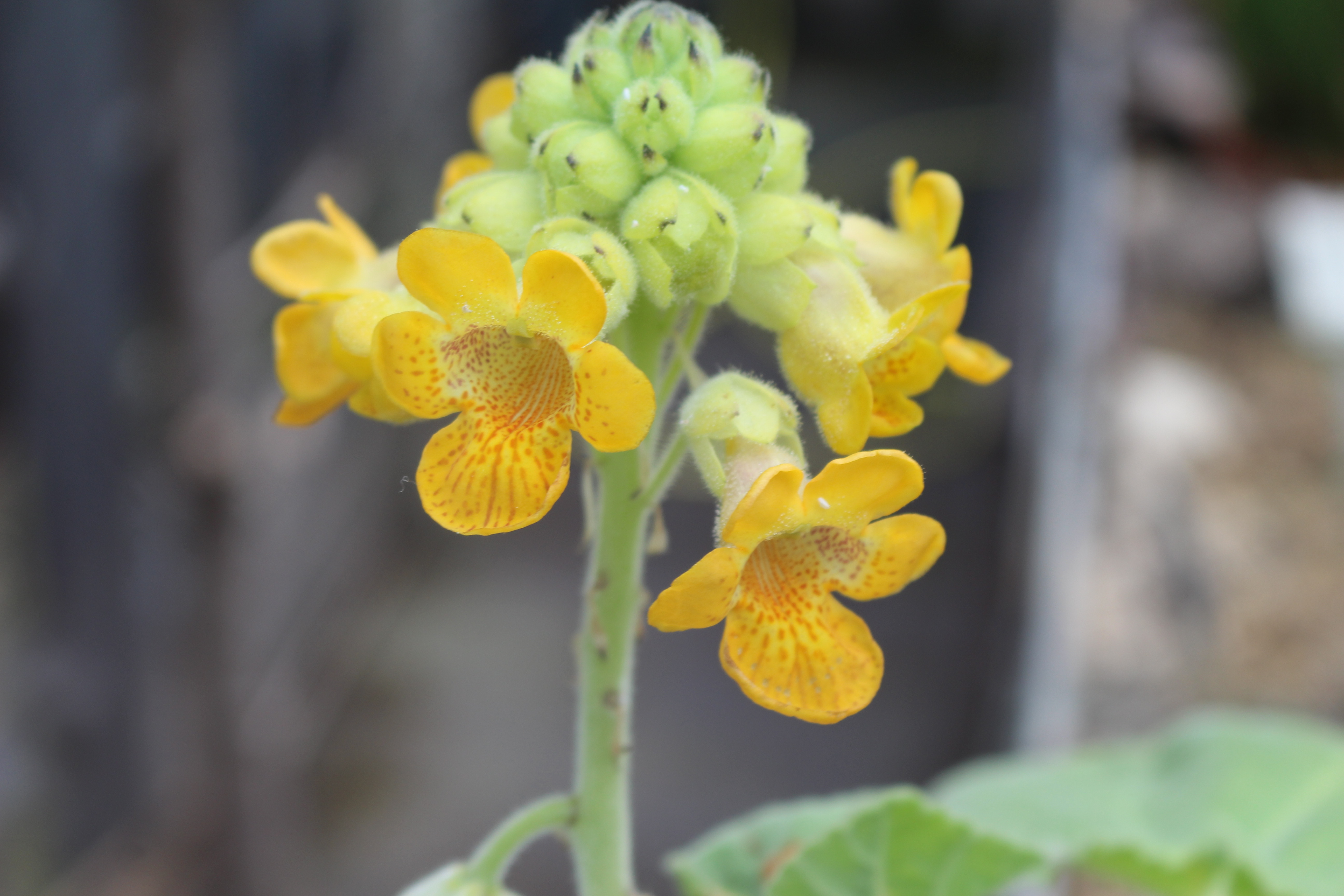
Blüten von Ibicella lutea

Einjährige Pflanzen mit Pfahlwurzeln, deren Stängel aufrecht bis aufsteigend wachsen. Die Laubblätter sind breit-oval bis halbkreisförmig und wirtelig bis gegenständig angeordnet. Die Spreiten sind ganzrandig oder fein gezähnt, die Blattspitzen sind stumpf, abgerundet bis rundspitzig. Die Blattbasen sind herzförmig und ebenmäßig. Die Blütenstände sind vielblütig, sie überragen das Laub; die Deckblätter sind länglich bis dreieckig. Die fünfzähligen Blüten tragen eine gelbe Corolla und sind zweilippig, der eingeschnürte Teil der Blütenröhre wird von den glockenförmigen und freien Kelchblättern überragt, der erweiterte Teil ist bauchig bis schräg trichterförmig. Die Vorblätter sind länglich bis rund und abfallend. Die Innenseite der Blütenröhre, der Schlund ist mit orangen bis kastanienroten Flecken und Saftmalen verziert. Die Kronblätter sind weit ausgebreitet und haben weniger bis keine auffälligen Flecken. In den Blüten befinden sich vier didynamische Staubblätter und ein Staminodium. Der von einer Nektarscheibe unterlegte Fruchtknoten ist oberständig mit zahlreichen Samenanlagen. Die lang geschnäbelten Früchte sind länglich-eiförmig mit abfallendem Meso-, Exocarp, die Fruchtkapsel ist leicht aufgespalten und weist Stacheln auf, entlang der Naht verläuft ein kleiner Kamm. Die gebogenen „Hörner“ sind 1,25- bis 2-mal so lang wie die holzige Kapsel selbst. Die Samen sind zahlreich, schwarz oder grau und besitzen eine korkige Schale. Die Ausbreitung der Früchte erfolgt als Trampelkletten (Epizoochorie). Die verhärteten Spitzen und Hörner umklammern die Hufe oder Pfoten größerer Säugetiere wie Zangen, oder sie verhaken sich im Fell, gelegentlich auch am Schuhwerk unachtsamer Wanderer. Die unfreiwilligen „Verbreiter“ zertreten die harten Kapseln und setzen so die Samen frei.
Die Gattung wird als präkarnivor eingestuft. Fast die ganzen Pflanzen sind haarig klebrig mit einem starken Geruch. Bei beiden Arten sind die Pflanze nahezu vollständig mit klebrigen Stieldrüsen überzogen, die kleine Insekten in großer Zahl zwar fangen, aber nicht selbsttätig verdauen können. Die Klebrigkeit der Pflanzen ist sehr wahrscheinlich mehr ein Schutz vor Tierfraß, als eine echte Falle.
Die Chromosomenzahl beträgt 2n = 30 oder 32.

## Verbreitung
Ibicella lutea stammt ursprünglich aus Brasilien, Bolivien, Argentinien, Paraguay und Uruguay, wurde aber innerhalb der Neuen Welt in den US-Bundesstaaten Kalifornien, Florida, Georgia und Mississippi eingebürgert. Außerhalb der Neuen Welt tritt sie in Algerien, Südafrika und Australien als Neophyt auf. Sie wächst in offenen, sonnigen Gebieten und bevorzugt feuchte, sandige Böden. Ibicella parodii wächst ausschließlich auf den östlichen Vorhügeln der Anden in Argentinien, Bolivien und an der äußersten Westgrenze von Paraguay. Sie wächst bevorzugt in offenen und sonnigen, halbtrockenen Wüsten und Salzwüsten, so zum Beispiel in der Region Gran Chaco in Paraguay.

## Systematik
Die Gattung Ibicella wurde 1929 von Glen Parker van Eseltine aufgestellt. Der Gattungsname Ibicella ist dem Lateinischen Ibex für „Steinbock“ entlehnt und bezieht sich auf die gekrümmten „Hörner“ der Fruchtkapseln. Die Gattung umfasst folgende Arten:
- Ibicella lutea (Lindl.) Van Eselt.; Gelbe Einhornblume, Gelbe Teufelskralle, Gemsenhorn; Syn. Martynia lutea Lindl., Proboscidea lutea (Lindl.) Stapf, Martynia montevidensis Cham., Ibicella nelsoniana (Barb.Rodr.) Van Eselt., Martynia nelsoniana Barb.Rodr.[9] Sie kommt ursprünglich in Brasilien, Argentinien, Paraguay und Uruguay vor.[10]
- Ibicella parodii Abbiatti; Teufelskralle, Pepino silvestre, Cuerno del diablo.[11] Sie kommt vom östlichen und südlichen Bolivien bis ins nördliche Argentinien vor.[12]